# Stausee Mattmark
Der Stausee Mattmark ist ein Stausee, der sich auf dem Gebiet der Gemeinde Saas-Almagell am südlichen Ende des Saastales im Bezirk Visp des Kantons Wallis in der Schweiz befindet. Der See wird von der Kraftwerke Mattmark AG zur Energieerzeugung genutzt. 1965 forderte ein Gletscherabbruch während des Baus 88 Tote.

## Geschichte

### Natürlicher Vorgängersee

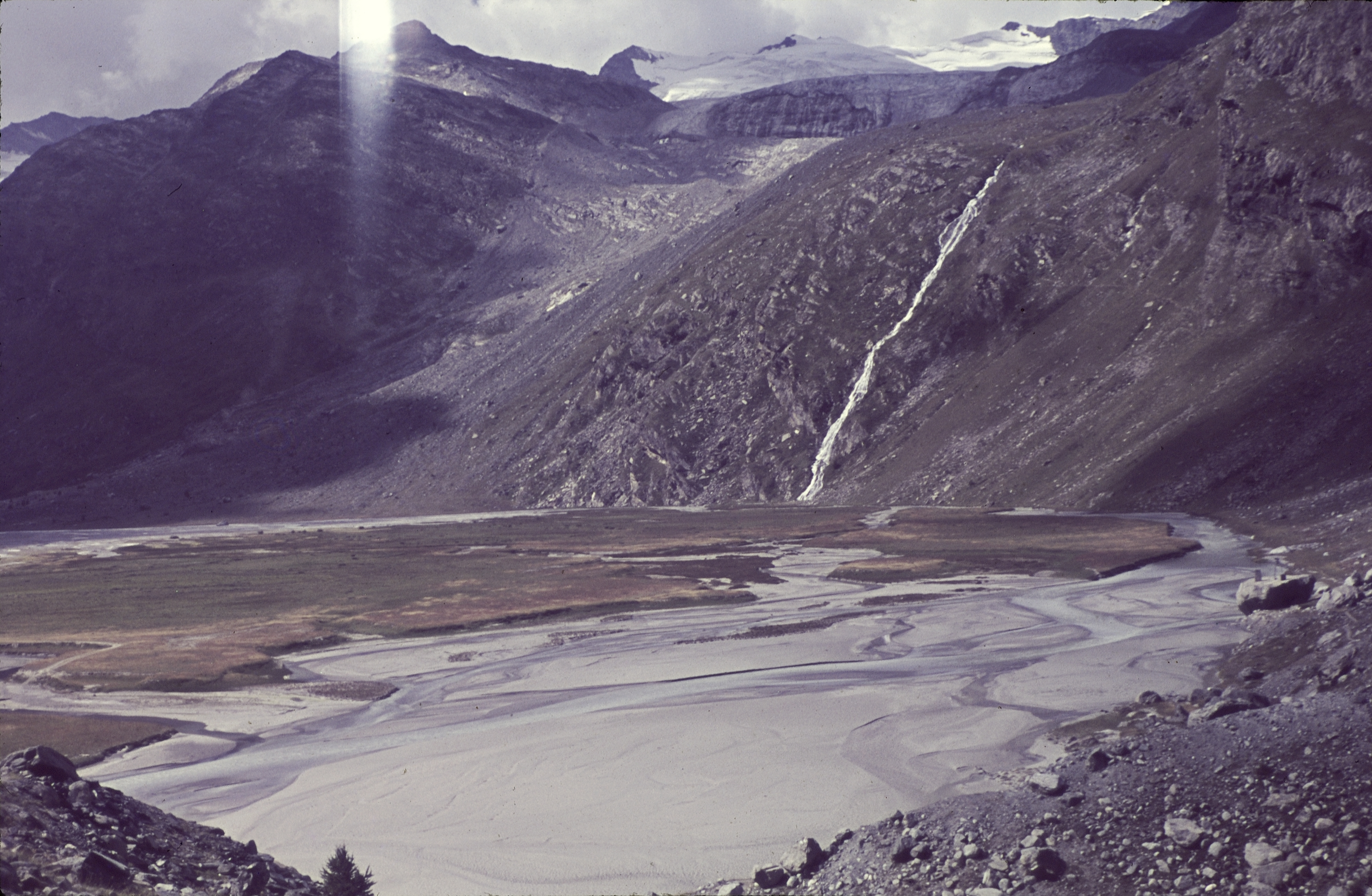
Mattmarkebene vor Aufstau des Sees im August 1950

Vor dem Bau der Staumauer gab es im Tal der jungen Saaser Vispa einen Bergsee. Seine wechselnde Form und Grösse hing von den Vorstössen und Rückzügen des Allalingletschers ab. Zu den Hochständen der Gletscherausdehnung um 1600, 1820 und 1850/1860 überdeckte die Zunge des von der Westflanke hinunterreichenden Allalingletschers die ganze Talbreite und bildete so einen natürlichen Gletscherstausee. Beim Abschmelzen der Barriere kam es mehrmals zu katastrophalen Seeausbrüchen. Gemäss Chroniken sollen in den Jahren 1589, 1633, 1680 und 1772 besonders schlimme Sturzfluten die Dörfer und Weiden im Saastal zerstört haben. Die Flut von 1633 zwang mehrere Familien zur Auswanderung. Andere arbeiteten während Jahren an der Wiederurbarmachung des Talgrundes und gelobten, nicht zu heiraten, bis das Werk vollendet sei. In den folgenden 14 Jahren fand in der Kirchgemeinde Saas keine Hochzeit statt. Die Ausbrüche 1589 und 1633 reichten bis nach Visp und verwüsteten dort das Kulturland. Beim Ausbruch von 1680 wurden 18 Häuser in Visp zerstört. Um solche Katastrophen zu verhindern, wollte man um 1900 einen unterirdischen Abflusskanal bauen, doch die Mittel dazu fehlten.

### Künstlicher Stausee
Es wurden früh vereinzelte Studien zur Nutzung des Gefälles zwischen Mattmark und dem Rhonetal gemacht. Die Idee wurde 1954 durch ein Studiensyndikat, an dem die Suiselectra, ein Ingenieurbüro aus Basel, und die Elektrowatt beteiligt waren, wiederaufgenommen.
Am 25. März 1959 fand im Hotel Beau-Site in Saas-Fee die Gründung der Kraftwerke Mattmark AG mit Firmensitz in Saas-Grund statt. Der Stausee befindet sich auf dem Gebiet der politischen Gemeinde Saas-Almagell, das Einzugsgebiet für das ganze Wasserkraftwerk erstreckt sich über die Territorien der vier Saaser Gemeinden Saas-Almagell, Saas-Balen, Saas-Fee und Saas-Grund. Die Gebietshoheit wurde aus rechtlichen Gründen der Gemeinde Saas-Almagell übertragen.
In den Jahren 1958 bis 1959 wurde die sechs Meter breite Fahrstrasse von Saas-Almagell nach Mattmark gebaut, womit die Baustelle des Staudamms erschlossen war. Die Bauarbeiten am Staudamm begannen im Mai 1960 und sollten bis 1966 dauern. Wegen der Katastrophe im Sommer 1965 verlängerte sich die Bauzeit bis 1967. Die Einweihungsfeier des Stausees erfolgte am 25. Juni 1969 durch Bischof Nestor Adam auf dem Staudamm. In diesem Jahr wurden erstmals der Vollstau erreicht und die Stauanlage dem kommerziellen Betrieb übergeben.
Im Frühling 2007 wurde der Stausee das erste Mal komplett entleert, um Revisionen der Anlagen durchzuführen. Da man aber die früher als üblich einsetzende Schneeschmelze nicht voraussehen konnte, mussten die Arbeiten frühzeitig eingestellt werden, sodass im Februar und März 2008 nochmals eine komplette Entleerung des Sees vonnöten war.

### Katastrophe von 1965

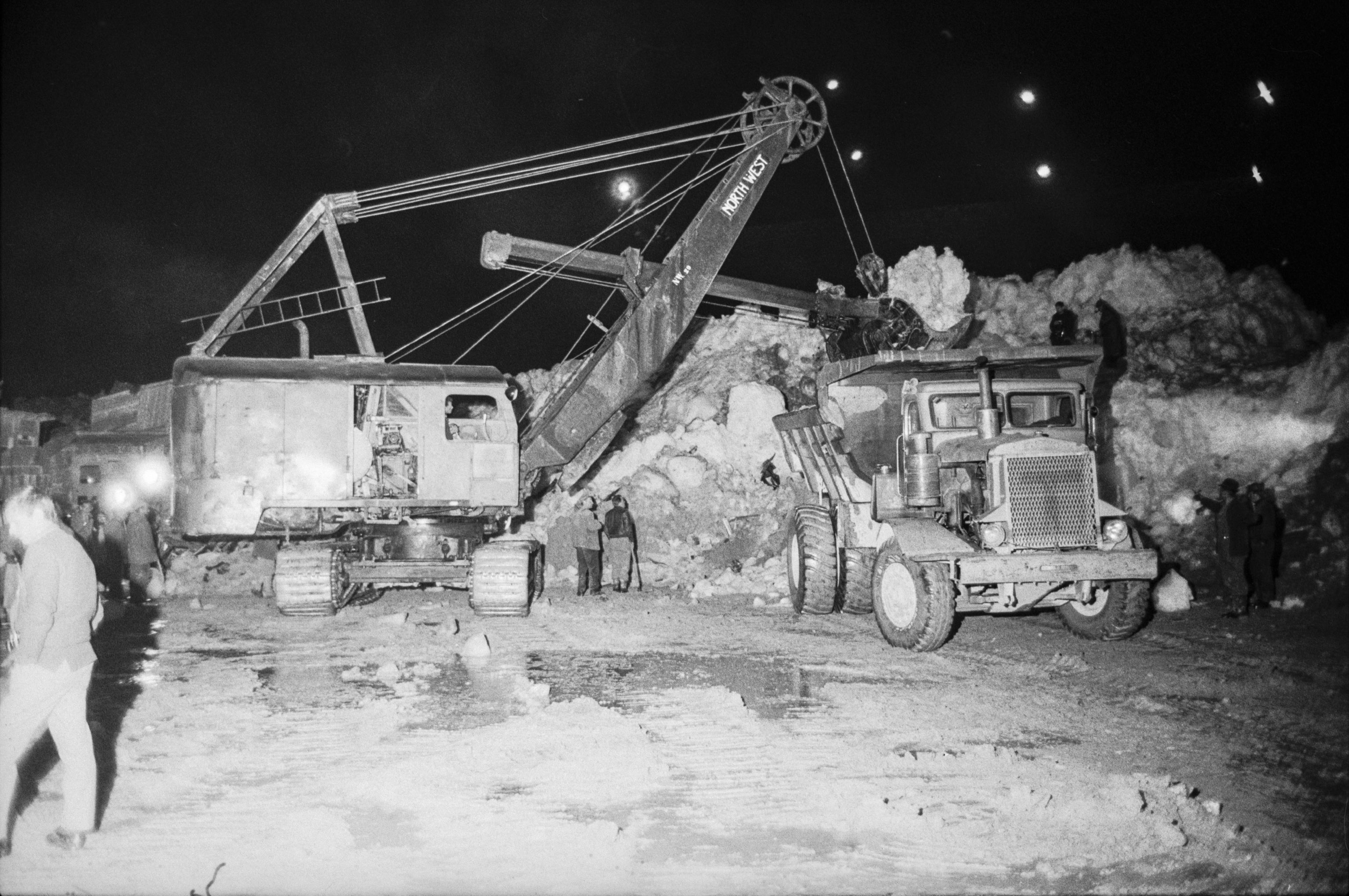
Nächtliche Arbeiten nach dem Abbruch des Allalingletschers

Am 30. August 1965 wurden durch einen Gletscherabbruch des Allalingletschers 88 Bauarbeiter, 56 davon italienischer Nationalität, unter 2'000'000 m3 Eis und Geröll begraben. Bei den Bergungsarbeiten konnte unter der stellenweise bis zu 50 Meter starken Geröllschicht keiner der Verschütteten lebend geborgen werden. Das Risiko bei der Errichtung der Unterkunftsbaracken direkt unterhalb der schliesslich abgebrochenen Gletscherzunge war nicht beachtet worden. Kein anderer Stausee in der Schweiz forderte beim Bau so viele Opfer. Sieben Jahre nach dem Unglück sprach die Walliser Justiz alle siebzehn Angeklagten, darunter Ingenieure und Manager der Elektrowatt sowie Beamte der Schweizerischen Unfallversicherungsanstalt, frei. Der Journalist Kurt Marti brachte 2005 zutage, dass die Verantwortlichen der Baustelle um die Gefahren des Allalingletschers gewusst hatten und dass das Gericht bei seiner Entscheidung sämtliche belastenden Fakten ausblendete. Wenig später bestätigte das Kantonsgericht in Sitten das Urteil und erlegte den Angehörigen der Opfer die Hälfte der Verfahrenskosten auf, was in Italien für zusätzliche Empörung sorgte.

## Kraftwerke Mattmark
Das Einzugsgebiet der Kraftwerke Mattmark umfasst 88 km2. Dazu gehören Kreuzboden, Almageller- und Furggbach sowie Allalin- und Hohlaubgletscher. Das Zwischeneinzugsgebiet mit der Region Saas-Fee, Schweib- und Riedbach hat eine Grösse von 74 km2.
Die installierte Gesamtturbinenleistung beträgt 260,6 MW, die mittlere Jahresproduktion 652,0 Mio. kWh. Darin sind auch die Angaben zum Kraftwerk Saas Fee enthalten, das sein Wasser nicht aus dem Stausee Mattmark bezieht.
Die einzelnen Kraftwerke haben folgende Kennzahlen:
- Kraftwerk Zermeiggern (zwei vertikalachsige Francis-Turbinen zu 37 MW)
- Pumpstation Zermeiggern (zwei vertikalachsige Pumpen 1-flutig, 4-stufig zu 23 MW)
- Kraftwerk Stalden (zwei eindüsige, horizontalachsige Doppel-Pelton-Turbinen zu 92,5 MW)
- Kraftwerk Saas Fee (eine zweidüsige, horizontalachsige Peltonturbine zu 1,55 MW)[19][4]

## Bilder

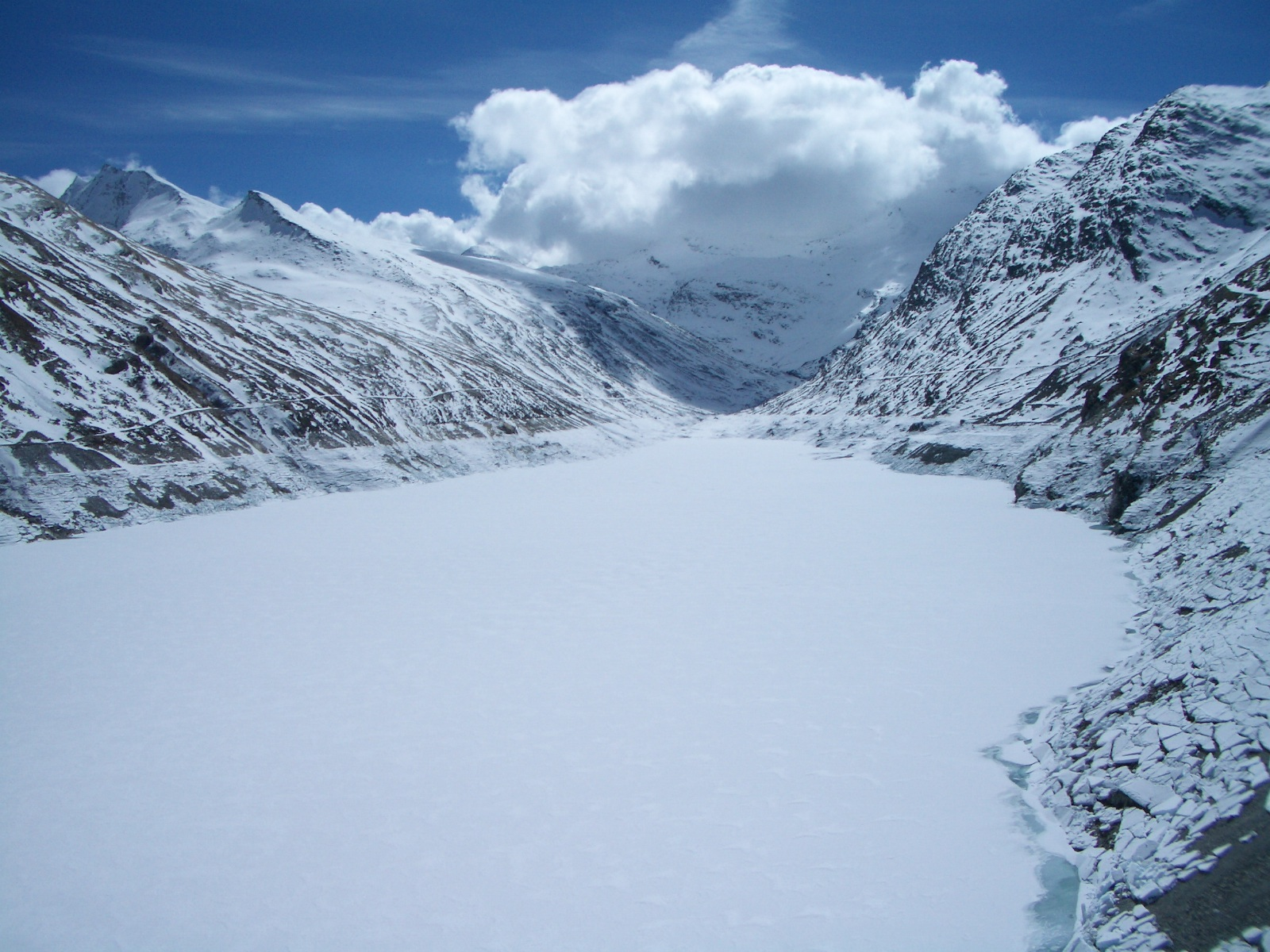
Mattmarksee im Winter
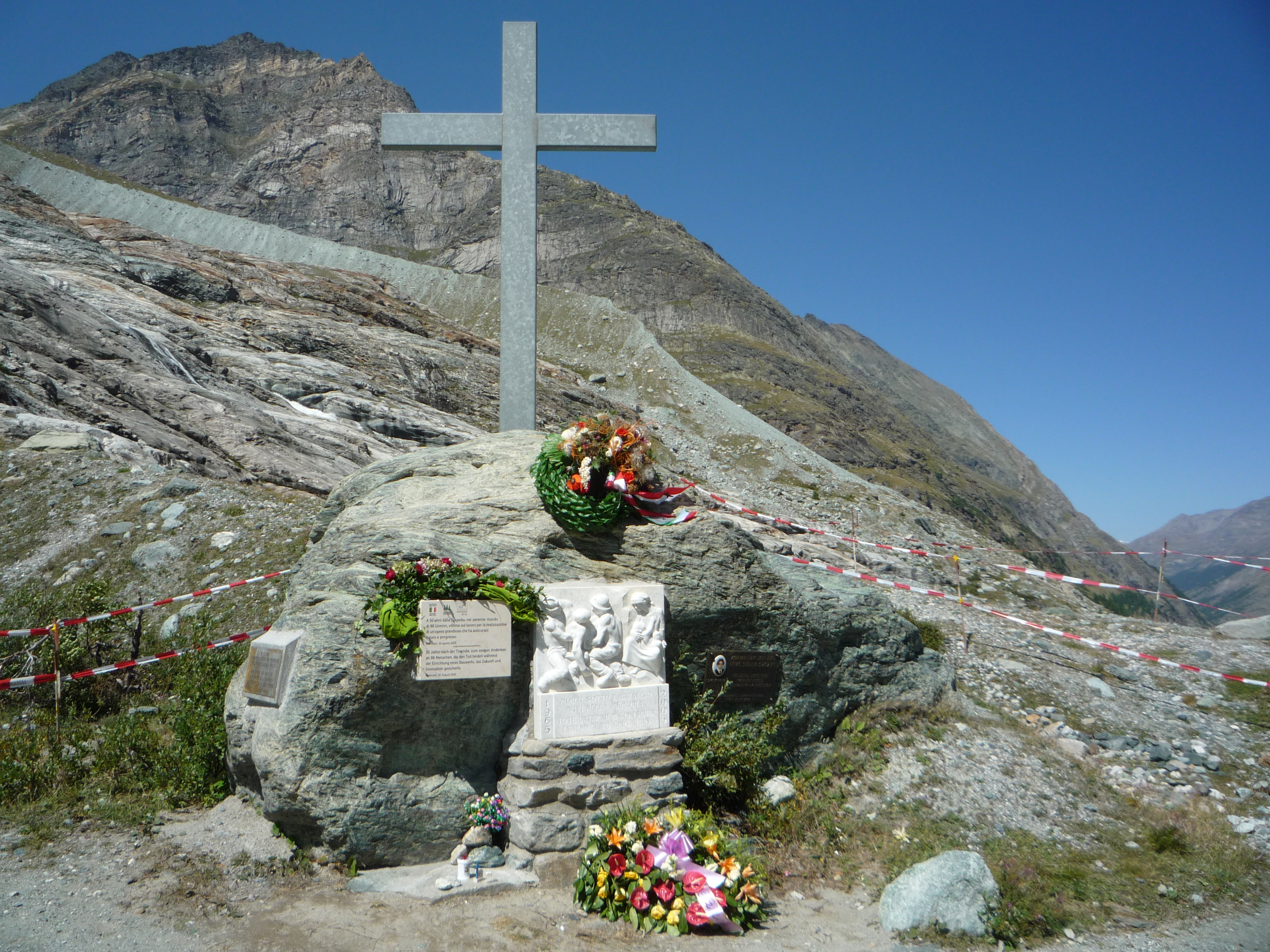
Gedenkstätte für die 88 ums Leben gekommenen Bauarbeiter
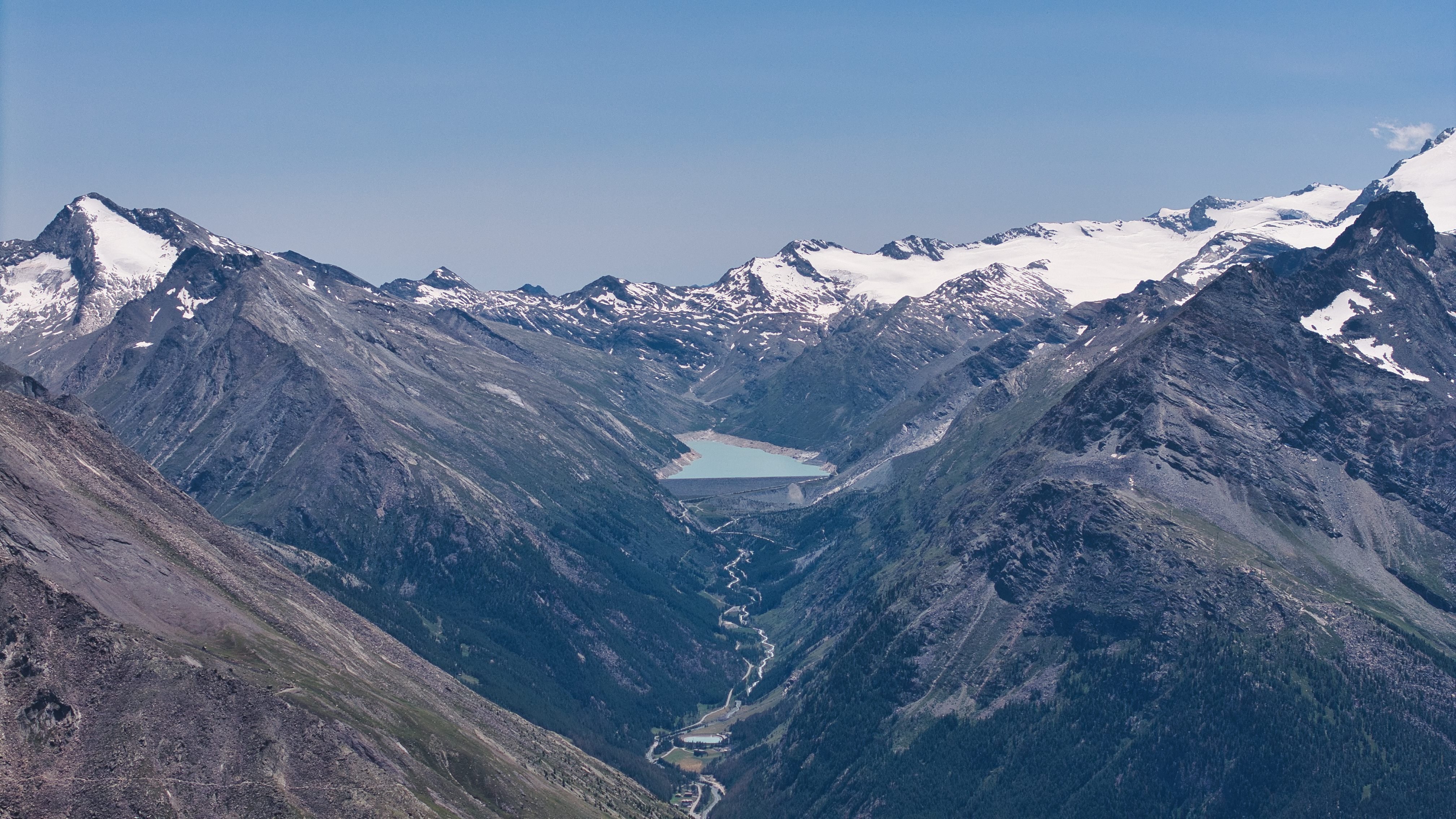
Blick zum Mattmarksee
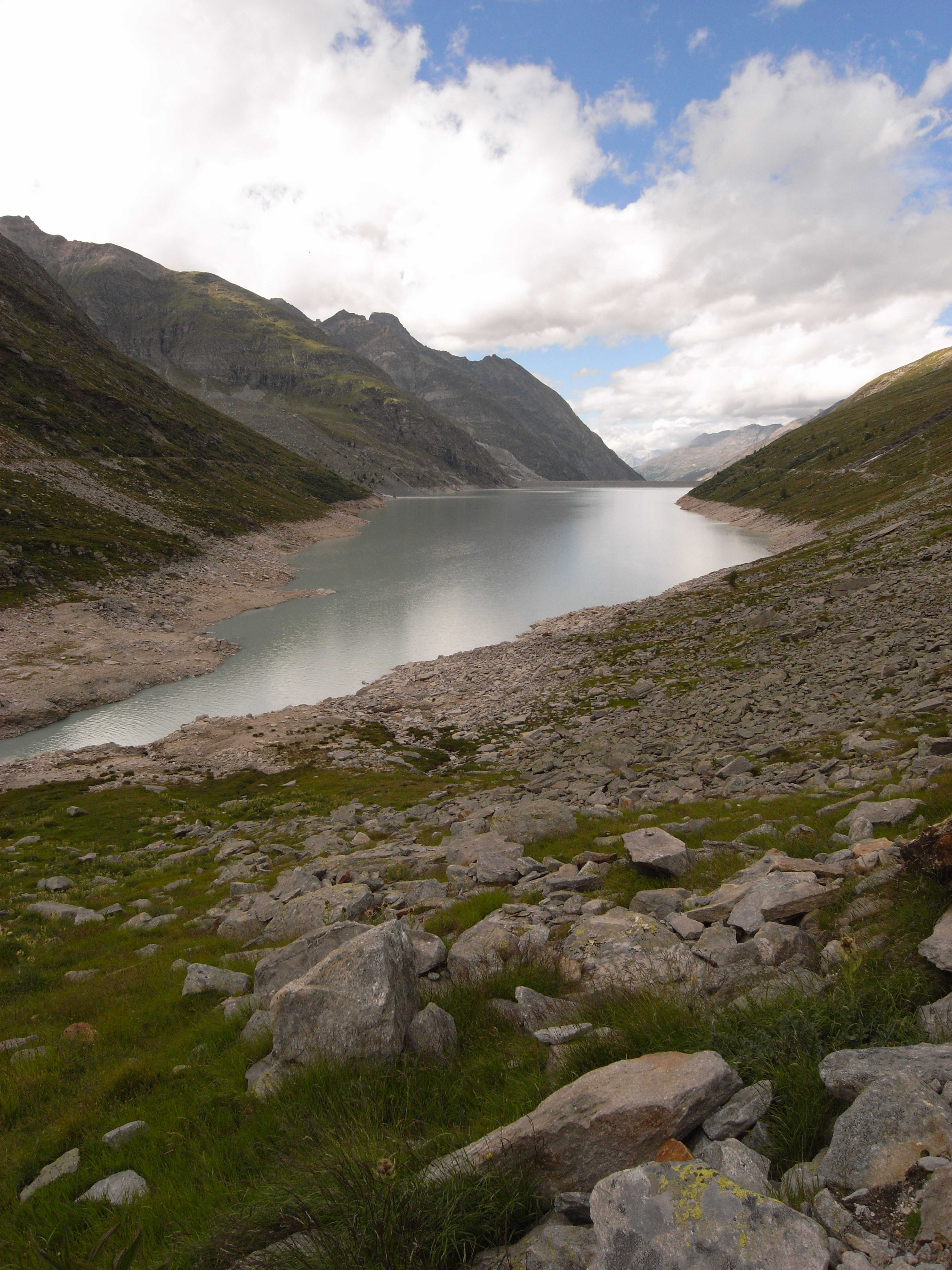
Blick von seinem südlichen Ende zum Staudamm Mattmark

## Dokumentation
- Patricia Wagner, Cristina Karrer: Das Unglück von Mattmark. SRF 1, DOK, 2015 (50 min)